# Mai Hontamová
Mai Hontamová (japonsky 本玉 真唯, Hontama Mai,  * 30. srpna 1999 Mačida, prefektura Tokio) je japonská profesionální tenistka. Ve své dosavadní kariéře na okruhu WTA Tour nevyhrála žádný turnaj. V rámci okruhu ITF získala čtyři tituly ve dvouhře a pět ve čtyřhře.
Na žebříčku WTA byla ve dvouhře nejvýše klasifikována v listopadu 2023 na 117. místě a ve čtyřhře v témže měsíci na 109. místě. Trénuje ji Jaime Higa.
V japonském týmu Billie Jean King Cupu debutovala v roce 2022 základním blokem 1. skupiny asijsko-oceánské zóny zóny proti Indii, v němž vyhrála nad Ankitou Rainovou. Japonky zvítězily 3–0 na zápasy. Do dubna 2024 v soutěži nastoupila k devíti mezistátním utkáním s bilancí 8–2 ve dvouhře a 0–0 ve čtyřhře.

## Tenisová kariéra
Na juniorském kombinovaném žebříčku ITF nejvýše figurovala v lednu 2017, kdy jí patřilo 15. místo. V ženském tenise se etablovala v sezóně 2021, kdy jí zápasová bilance 41–15 na okruhu ITF zajistila postup z 332. na 150. místo žebříčku.
Na okruhu WTA Tour debutovala ve 22 letech zářijovým Chicago Fall Tennis Classic 2021 z kategorie WTA 500. Na dodatečně zařazeném turnaji, v souvislosti s pandemií covidu-19, prošla kvalifikací přes Eminu Bektasovou a Harriet Dartovou. V úvodu dvouhry ztratila jen tři gamy s Francouzkou Caroline Garciaovou z šesté desítky klasifikace. Do druhého kola nenastoupila její soupeřka Kontaveitová a ve třetím porazila členku světové padesátky Shelby Rogersovou. Ve čtvrtfinále podlehla pozdější vítězce a deváté ženě pořadí Garbiñe Muguruzaové. V prvním kariérním duelu s členkou z Top 10 zaujala bojovnou hrou od základní čáry a využíváním překvapivých zkrácení. Navazující říjnový BNP Paribas Open 2021 v Indian Wells znamenal premiéru v kategorii WTA 1000, když opět zvládla kvalifikační duely s Maďarkou Udvardyovou i Slovenkou Kučovou. Časnou porážku v singlové soutěži jí přivodila šťastná poražená z kvalifikace, Italka Jasmine Paoliniová.

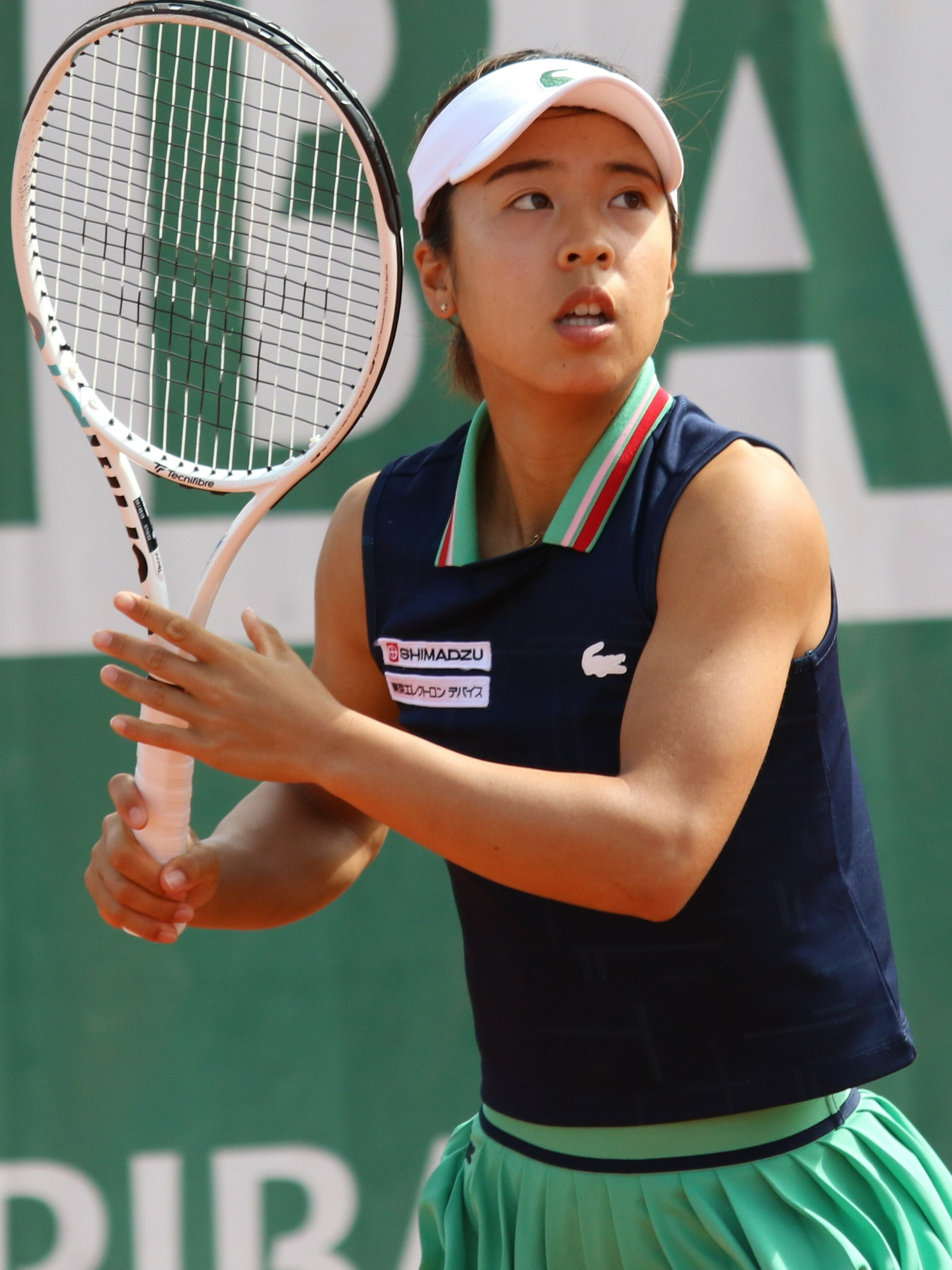
V kvalifikaci French Open 2022

Do hlavní grandslamové soutěže ji na Australian Open 2022 nepustila Číňanka Čeng Čchin-wen, které podlehla po třísetové bitvě v závěrečném kvalifikačním kole. Rovněž na úvod kvalifikace French Open 2022 nestačila na Juliji Hatoukovou. Do grandslamové dvouhry tak poprvé zasáhla na travnatém Wimbledonu 2022, kde zvládla průchod kvalifikačním sítem. V prvním utkání při vedení 4–1 jí skrečovala Dánka Clara Tausonová. Poté však nezvládla duel se světovou sedmasedmdesátkou Diane Parryovou z Francie. V prvním kole skončila na zářijovém Toray Pan Pacific Open 2022 v Tokiu, kde byla nad její síly dvacátá osmá hráčka žebříčku Čang Šuaj. V grandslamových kvalifikacích ročníku 2023 ji postupně zastavily Mandlíková na Australian Open, Šymanovičová na French Open, Korpatschová ve Wimbledonu a Hartonová na US Open.
Premiérové semifinále na túře WTA si zahrála na zářijovém Japan Open Tennis Championships 2023, kde jako 176. hráčka žebříčku musela obdržet divokou kartu. Ve druhém kole vyřadila pátou nasazenou Argentinku Nadiu Podoroskou a ve čtvrtfinále oplatila čerstvou porážku nizozemské kvalifikantce Arianne Hartonové. Mezi poslední čtveřicí nenašla recept na 19letou Američanku Ashlyn Kruegerovou, jež jako členka druhé světové stovky turnaj ovládla. Druhý kariérní zápas proti hráčce z Top 10 svedla na navazujícím Toray Pan Pacific Open 2023, kde jí ve druhém kole zastavila polská světová dvojka Iga Świąteková. V úvodní sadě ztratila vedení 4–1 na gamy a ve druhé dotáhla ztrátu her 1–5. Závěry obou setů však nezvládla. Přes Alionu Bolsovovou a Podorskou se probojovala do čtvrtfinále tuniského Jasmin Open Monastir 2023. V něm dohrála na raketě Belgičanky Elise Mertensové, která obhájila trofej. Do monastirské čtyhry nastoupila se Srbkou Nataliji Stevanovićovou. Z debutového kariérního finále na túře WTA odešly poraženy od Italek Sary Erraniové a Jasmine Paoliniové.
Do druhé hlavní soutěže grandslamu nastoupila na Australian Open 2024 jako 122. hráčka klasifikace, díky divoké kartě určené pro asijsko-oceánský region. Na úvod podlehla světové desítce Barboře Krejčíkové, přestože získala úvodní set a ve druhém třikrát prolomila vždy jako první Češce podání.

## Finále na okruhu WTA Tour
| Legenda                  |
| ------------------------ |
| D – dvouhra; Č – čtyřhra |
| Grand Slam (0)           |
| Turnaj mistryň (0)       |
| WTA 1000 (0)             |
| WTA 500 (0)              |
| WTA 250 (0–1 Č)          |

### Čtyřhra: 1 (0–1)
| Stav       | č. | datum      | turnaj            | povrch | spoluhráčka            | soupeřky ve finále                | výsledek              |
| ---------- | -- | ---------- | ----------------- | ------ | ---------------------- | --------------------------------- | --------------------- |
| Finalistka | 1. | říjen 2023 | Monastir, Tunisko | tvrdý  | Natalija Stevanovićová | Sara Erraniová Jasmine Paoliniová | 6–2, 6–7(4–7), [6–10] |

## Tituly na okruhu ITF
| Dotace turnajů okruhu ITF | Dotace turnajů okruhu ITF |
| ------------------------- | ------------------------- |
| 100 000 $ tournaments     | 80 000 $ tournaments      |
| 60 000 $ tournaments      | 40 000 $ tournaments      |
| 25 000 $ tournaments      | 15 000 $ tournaments      |

### Dvouhra (4 tituly)
| Č. | datum         | turnaj             | povrch | poražená finalistka    | výsledek           |
| -- | ------------- | ------------------ | ------ | ---------------------- | ------------------ |
| 1. | květen 2021   | Salinas, Ekvádor   | tvrdý  | Carol Zhaová           | 7–5, 6–1           |
| 2. | červen 2021   | Porto, Portugalsko | tvrdý  | Anastasija Tichonovová | 6–4, 6–3           |
| 3. | listopad 2022 | Sydney, Austrálie  | tvrdý  | Petra Huleová          | 7–6(7–1), 3–6, 7–5 |
| 4. | březen 2023   | Maribor, Slovinsko | tvrdý  | Clara Tausonová        | 6–4, 3–6, 6–4      |

### Čtyřhra (5 titulů)
| Č. | datum       | turnaj                          | povrch | spoluhráčka        | poražené finalistky                         | výsledek         |
| -- | ----------- | ------------------------------- | ------ | ------------------ | ------------------------------------------- | ---------------- |
| 1. | září 2022   | Santarém, Portugalsko           | tvrdý  | Maddison Inglisová | Suzan Lamensová Anastasija Tichonovová      | 6–0, 6–4         |
| 2. | únor 2023   | Burnie, Austrálie               | tvrdý  | Eri Hozumiová      | Ena Šibaharaová Arina Rodionovová           | 4–6, 6–3, [10–6] |
| 3. | březen 2023 | Pretorie, Jihoafrická republika | tvrdý  | Alice Tubellová    | Sofia Costoulasová Dalila Spiteriová        | 6–3, 6–3         |
| 4. | květen 2023 | Madrid, Španělsko               | tvrdý  | Eri Hozumiová      | Eleni Christofiová Despina Papamichailová   | 6–0, 7–5         |
| 5. | červen 2023 | Brescia, Itálie                 | antuka | Mojuka Učidžimová  | Alena Fomina-Klotzová Olivia Tjandramuliová | 6–1, 6–0         |